# Ophyiulus nigrofuscus
Ophyiulus nigrofuscus är en mångfotingart som först beskrevs av Karl Wilhelm Verhoeff 1894.  Ophyiulus nigrofuscus ingår i släktet Ophyiulus och familjen kejsardubbelfotingar. Inga underarter finns listade i Catalogue of Life.